# メフメト・エミーン・ラスールザーデ
メフメト（マンメト）・エミーン・ラスールザーデ（アゼルバイジャン語: Məhəmməd (Məmməd) Əmin Rəsulzadə、1884年1月31日 - 1955年3月6日）は、アゼルバイジャン民主共和国の政治家。

## 生涯

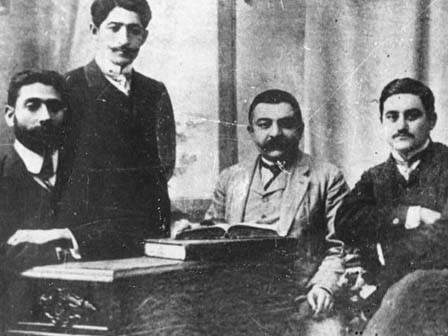
ラスールザーデ（右端）とメシャジ・アジズベコフ（左端）

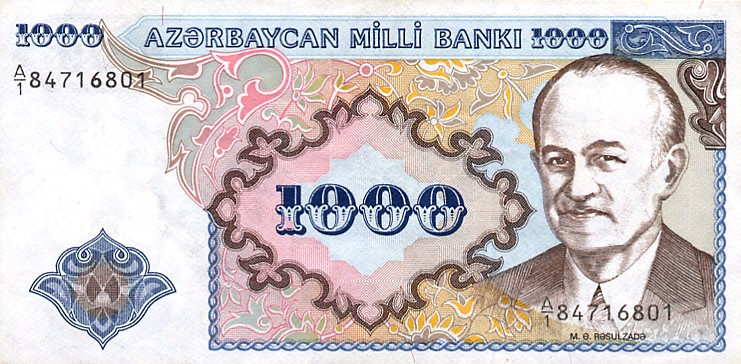
ラスールザーデの肖像を使用した1993年の1000マナト紙幣

ラスールザーデは、1884年1月31日にロシア帝国バクー県ノヴハヌィで、中流ウラマーの父ハジュ・モッラ・アリ・エクベルと母ザルクズ・ジイネトの間に生まれた。父のマドラサでペルシア語とアラビア語を学び、高等教育は受けずにバクーの「カスピ」印刷所で植字工として働き始めた（ロシア人学校で高等教育を受けたという巷説は事実でない）。植字工として多種の文献に触れた経験からジャーナリストを志すようになり、1903年に『シャルギ＝ルス』(az) 紙（チフリス）での評論で論壇にデビュー。ロシア第一革命後の自由主義的風潮の中、1905年から1908年にかけて様々な新聞・雑誌で活動した。同時期には政治活動にも関わり始め、1904年に青年アゼルバイジャン人革命家委員会を創設。同年秋にはバクーで社会民主主義組織「ヒンメト」の創設者の一人となり、この時にバクーのボリシェヴィキを指導していたヨシフ・スターリンとの知遇を得ている。
しかし、ピョートル・ストルイピン時代の弾圧によりヒュンメトは壊滅し、1908年から1910年にかけてはイランに渡って当時の立憲革命の状況を取材した。第二立憲制が開始されるとイラン議会におけるデモクラート党 (en) 中央委員および機関紙『イーラーネ・ノウ』(az) の主筆・編集長となり、保守派エテダーリユーン党 (en) を批判した。しかし、1911年初頭に親英派のナーセロル・モルクが摂政に就いたことにより（あるいはロシア公使館の圧力によって）、ラスールザーデはイランから追放されるに至った。イスタンブールに逃れた後は、同地で汎テュルク主義雑誌『テュルク・ユルドゥ』(tr)・『セビリュッレシャド』などに寄稿。ジャマールッディーン・アフガーニーの『同一性哲学』のトルコ語訳を行い、またマクシム・ゴーリキーやレフ・トルストイの翻訳集『ロシア文学作品抄』も出版した。
1903年のロマノフ朝300周年記念による恩赦が下ると、ラスールザーデはバクーへ帰還した。ほどなくして民族主義政党ミュサヴァト党に加わるとともに政治活動・ジャーナリスト活動を再開し、当時起こっていた言語論争にも加わった。執筆をオスマン語で行うかアゼルバイジャン語で行うかで二分されていたジャーナリズム界にあって、ラスールザーデは文語トルコ語という第3の案を支持し、その実践として1915年に『アチュグ・ショズ』紙を創刊した。ミュサヴァト党などの非合法活動にも関わり、第一次世界大戦中の同年にはバクーの軍政長官に拘束されるも、1917年の裁判直前に発生したロシア革命によって釈放された。
同年に開催されたミュサヴァト党第1回大会で、ラスールザーデは党首に選出され、以降生涯その地位にあった。1917年4月にバクーで開かれたカフカース・ムスリム大会および翌5月にモスクワで開かれた全ロシア・ムスリム大会に出席した際には積極的に発言し、連邦主義を主張している。十月革命後にザカフカース委員部がザカフカースの暫定的な統治機構として発足すると、ラスールザーデは委員部のムスリム代表に就いた。やがてロシアからザカフカース民主連邦共和国が独立し、その民主連邦共和国も崩壊すると、アゼルバイジャン民主共和国の独立が1918年5月28日に宣言された。この宣言主体であった国民議会の議長には委員部代表のラスールザーデが横滑りした。ラスールザーデはオスマン帝国との交渉によって軍事支援を取り付け、9月には赤軍の占領下にあったバクーの奪還に成功した。
だが、1920年4月27日の赤軍のアゼルバイジャン侵攻によって民主共和国は倒され、ラスールザーデはボリシェヴィキの追跡を逃れてラフジでの潜伏を余儀なくされた。ほどなく発見されたラスールザーデはバクーのアサビ・アテル刑務所に収監されたが、面会に訪れた旧知のスターリンの計らいによって釈放されてモスクワに送られた。その後は軟禁状態のままモスクワ東洋学院でトルコ語とペルシア語を教えていたが、やがて研究調査と称してレニングラードに向かい、舟でフィンランドに脱出。ベルリン、パリを経由して、1922年にイスタンブールにたどり着いた。
イスタンブールでもラスールザーデは執筆によってアゼルバイジャン民族主義を訴えるとともに、反ソ宣伝にも従事。『イェニ・カフカスヤ』、『アゼリ・テュルク』などのプロパガンダ雑誌を創刊したが、ソ連からの圧力によって廃刊に追い込まれもした。ユースフ・アクチュラやゼキ・ヴェリディ・トガンといった他の亡命者たちとも交流したが、1929年頃にはついにソ連政府の圧力によってトルコからも追放された。その後もラスールザーデはヨーロッパ各地の反ソ組織やミュサヴァト党の亡命組織で文筆活動を行い、1934年からはワルシャワを拠点としてポーランド政府の顧問も務めている。1942年にはナチス・ドイツの外交官フリードリヒ・ヴェルナー・フォン・デア・シューレンベルクに招かれてベルリンで会談し、対ソ戦への協力を求められたが交渉は決裂した。

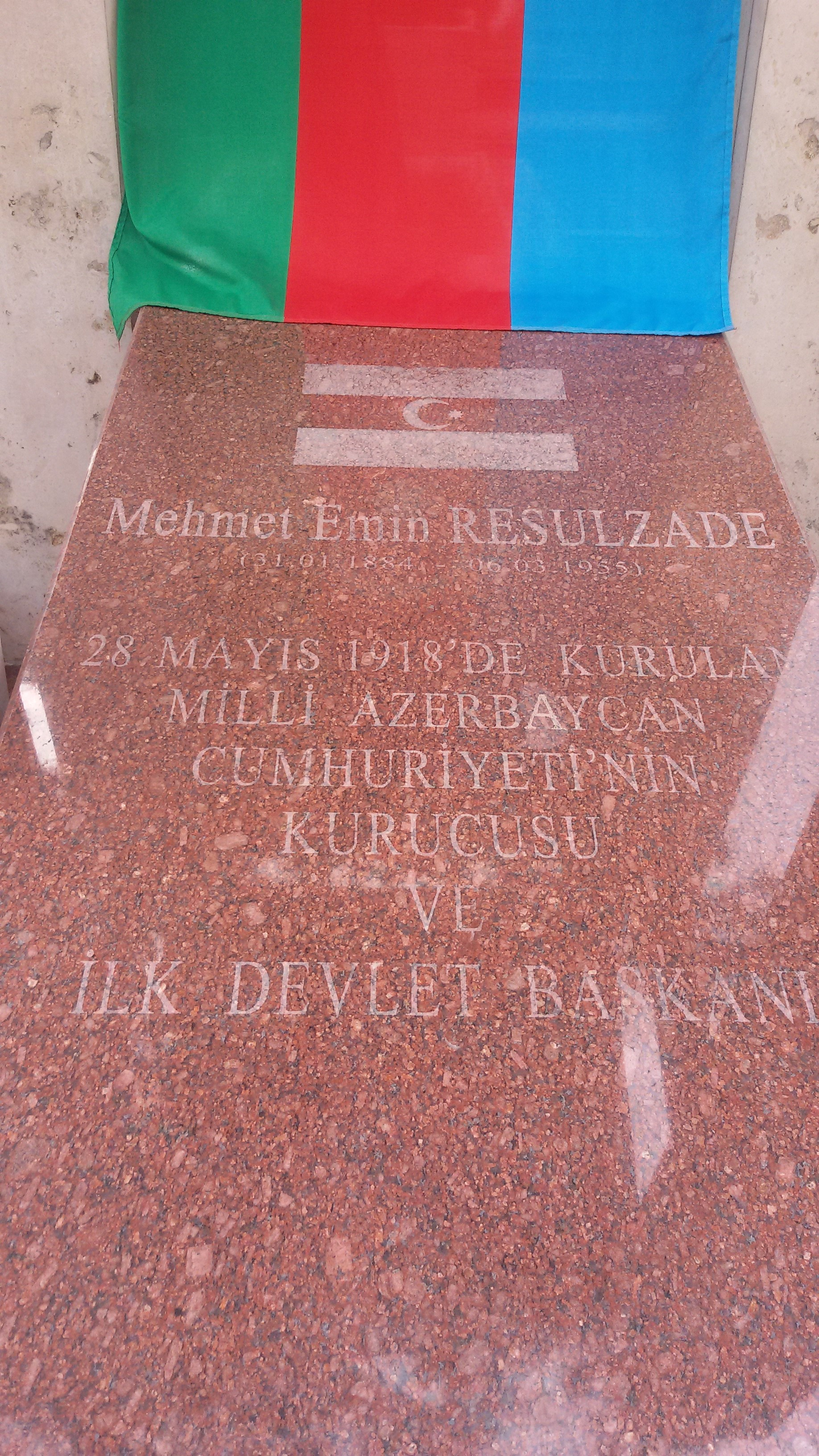
ラスールザーデの墓碑

翌1943年にワルシャワが赤軍に占領されると、それを逃れてブカレスト、フライブルクなどヨーロッパ各地を転々とし、終戦後の1947年9月にラスールザーデはトルコに帰還、アンカラに定住した。その後は国民教育省出版局や国立図書館で勤務するとともに、晩年までアゼルバイジャン民族主義についての執筆を精力的に続けたが、1955年3月6日に糖尿病の合併症によって死去した。今際の言葉は「アゼルバイジャン、アゼルバイジャン、アゼルバイジャン！」であった。ラスールザーデはアンカラのジェベジ・アスリ墓地に埋葬されている。